# Rumpologie

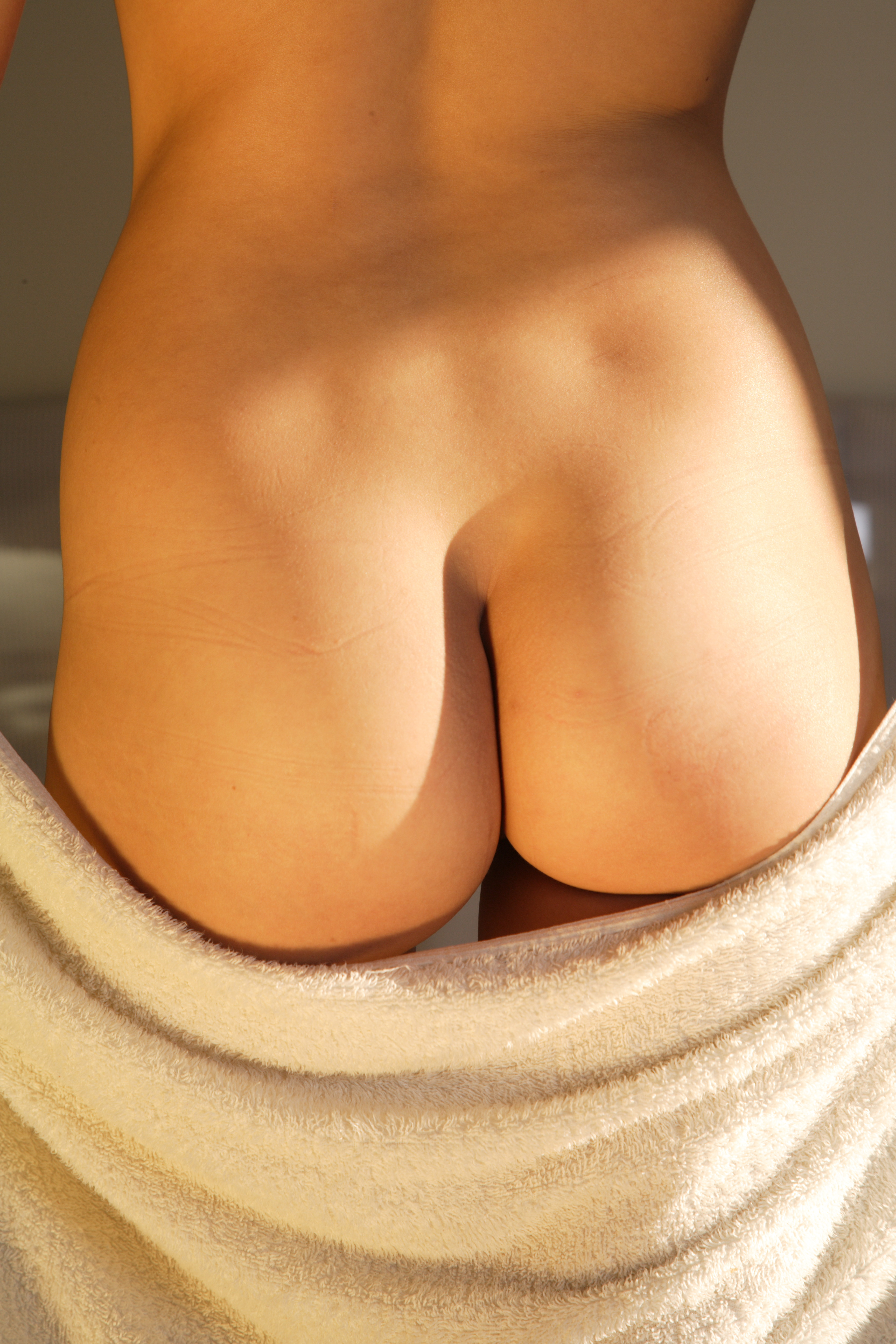
K věštění budoucnosti slouží v rumpologii zadnice.

Rumpologie je pseudovědecká metoda, pomocí které se věštec snaží uhodnout budoucnost osoby z uspořádání čar, štěrbin, dolíčků a záhybů na jejích hýždích a z celkového tvaru jejího pozadí.

## Historie

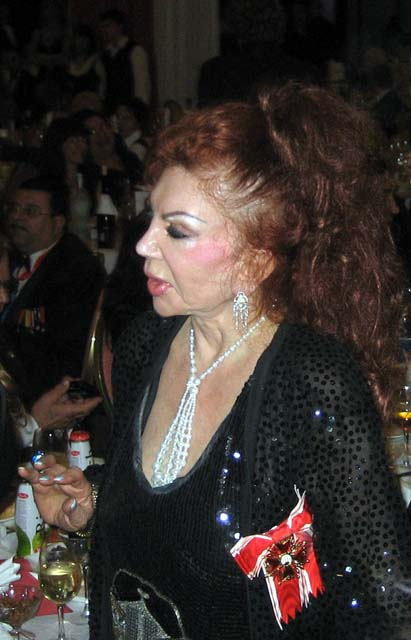
Jackie Stalloneová je průkopnicí současné rumpologie.

Termín rumpologie je neologismus. Americká astroložka, matka Sylvestra Stalloneho, Jackie Stalloneová tvrdí, že rumpologie byla praktikována už ve starověkém Babylónu, Indii, Řecku a Římu, ačkoliv pro tato tvrzení neuvádí žádné důkazy. Stalloneová stojí za domnělým „oživením“ rumpologie pro současnost.

## Teorie a praxe
Rumpologové mají množství teorií o významu různých charakteristik lidského pozadí. Dle Stalloneové představuje levá a pravá půlka lidskou minulost, respektive budoucnost, ačkoliv také tvrdí, že „mezera mezi půlkami koresponduje s rozdělením hemisfér lidského mozku“. Podle slepého německého jasnovidce Ulfa Bucka „značí svalnaté pozadí ve tvaru jablka někoho, kdo je charismatický, dynamický, velmi sebejistý a často kreativní. Osobu, která si užívá života. Pozadí ve tvaru hrušky značí osobnost velmi ustálenou, trpělivou a držící se při zemi.“. Britský rumpolog Sam Amos taktéž používá tvar pozadí pro rozeznání osobnosti, a tvrdí, že „kulaté pozadí značí osobnost, která je otevřená, veselá a optimistická. Nicméně ploché pozadí naznačuje osobnost spíše domýšlivou, negativní a smutnou.“
Rumpologie může být praktikována jak pohledem, tak pohmatem či za pomocí otisku hýždí. K živému čtení nabízí Stalloneová i alternativu ve formě čtení z digitálních fotografií zaslaných e-mailem a tvrdí, že předpověděla výsledek prezidentských voleb a vítězů Oscara čtením pozadí svých dvou dobrmanů. Ulf Buck předpovídá lidem budoucnost pohmatem jejich nahých hýždí.

## Kritika
Floridská věštkyně Sheree Silverová se distancovala od rumpologie po zhlédnutí televizního pořadu Professor Jose Miranda (který je žákem Stalloneové) slovy: „Nedovedu si představit kohokoliv, jak plýtvá svým časem a penězi na někoho takového, když existuje tolik legitimních věštců.“